# Chris Nicholl
Christopher John Nicholl (Wilmslow, 12 ottobre 1946 – Southampton, 24 febbraio 2024) è stato un calciatore e allenatore di calcio inglese naturalizzato nordirlandese, di ruolo difensore.

## Carriera
Chris Nicholl nacque a Wilmslow il 12 ottobre 1946. Anche suo cugino Jimmy Nicholl intraprese la carriera calcistica.
Nel 1976, nella gara di campionato inglese Aston Villa-Leicester City segnò tutte e quattro le reti del 2-2 finale (2 autoreti e 2 reti).
Da tempo malato di demenza, morì a Southampton il 24 febbraio 2024 all'età di 77 anni.

## Palmarès

### Giocatore

#### Competizioni nazionali
- Coppa di Lega inglese: 2

Aston Villa: 1974-1975, 1976-1977